# Svay Rieng (oraș)
Svay Rieng este un oraș din Cambodgia, capitala provinciei Svay Rieng. Orașul este împărțit în patru khum și 18 phum. În aceasta, se află Universitatea Svay Rieng. Populația sa în 2008 era de 23.956 de locuitori.